# Charles de Valois, duc d’Angoulême

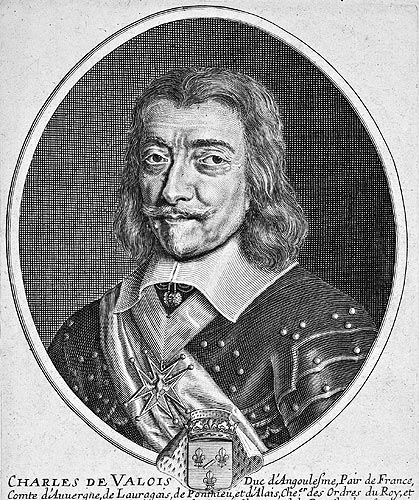
Charles de Valois. Gravüre von Pierre Daret (1610–1675)

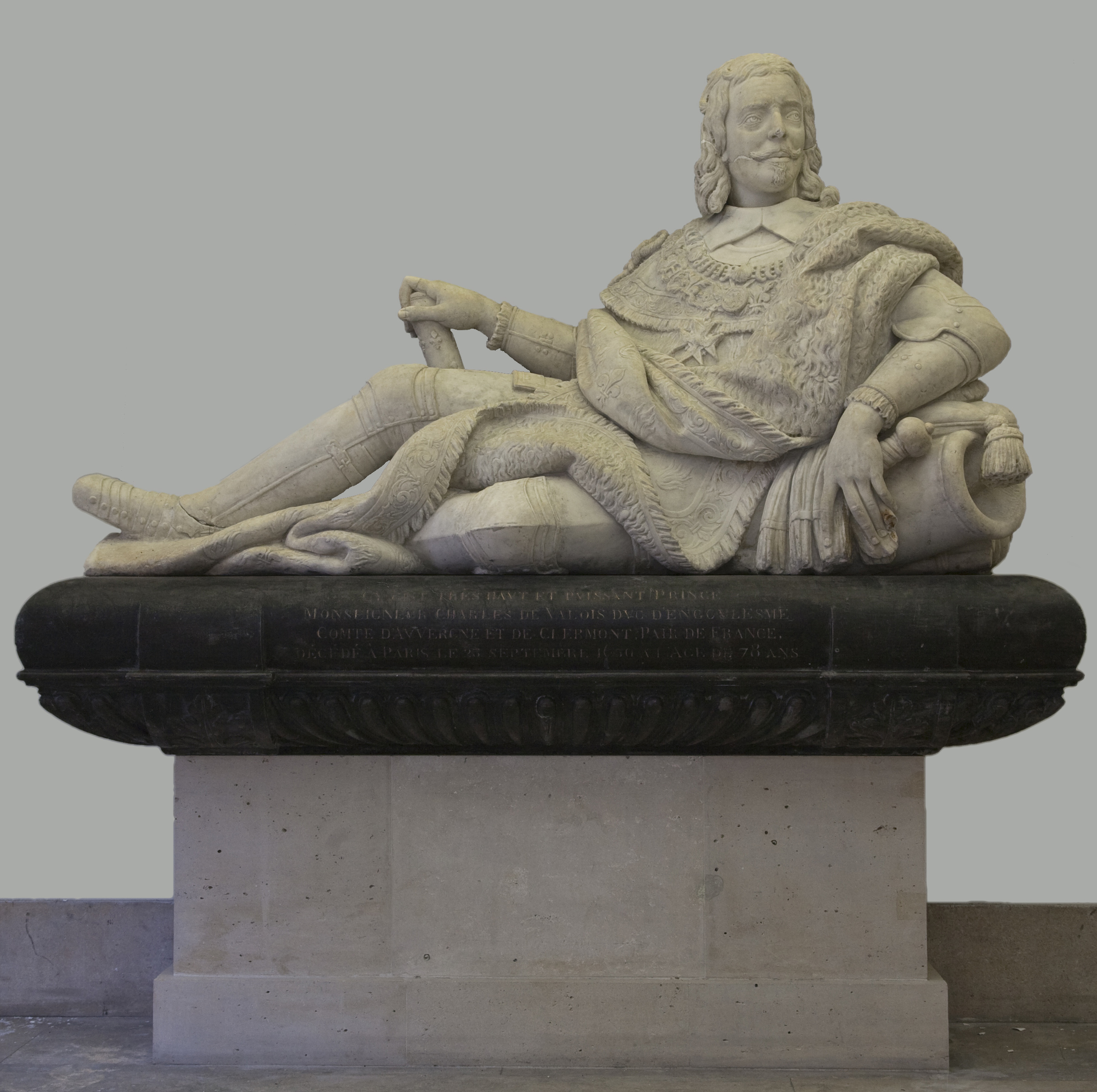
Grabmal Charles de Valois’

Charles de Valois (* 28. April 1573 auf Schloss Le Fayet in Barraux; † 24. September 1650 in Paris) war Mitglied der Familie Valois, Herzog von Auvergne und Herzog von Angoulême.

## Leben
Charles war ein außerehelich geborener Sohn Karls IX. und dessen Geliebter Marie Touchet. Er führte zunächst den Titel eines Grafen von Auvergne, wurde 1580 Großprior von Frankreich und 1586 Kommendatarabt der Abtei La Chaise-Dieu. Von 1588 (bis 1589) und ein zweites Mal 1618 (bis 1618) war er Colonel général der leichten Kavallerie.
Charles galt zwar als Anhänger Heinrichs IV., wurde aber 1601 wegen einer Verschwörung, in die er zusammen mit den Herzögen von Savoyen, Biron und Bouillon verwickelt war, für mehrere Monate gefangengesetzt. Ziel war es, den König mit Charles’ Halbschwester Catherine Henriette de Balzac d’Entragues zu verheiraten.
Wegen Konspiration mit Philipp II. von Spanien gegen die Krone wurde er 1605 zum Tode verurteilt, zu lebenslanger Haft in der Bastille begnadigt und 1616 schließlich wieder freigelassen.
Unter Ludwig XIII. belagerte er 1617 Soissons, 1619 wurde er zum Herzog von Penthièvre und 1620 zum Herzog von Angoulême erhoben, ging 1620 als Gesandter zu Kaiser Ferdinand II., befehligte 1628 in La Rochelle und kämpfte mit Auszeichnung im Languedoc und in Deutschland und Flandern. 1635 wurde er General der französischen Armee, ein Jahr später Generalleutnant.

## Nachkommen
Charles war in erster Ehe seit 1591 mit Charlotte de Montmorency (1572–1636), Gräfin von de Fleix, Tochter Henris I. de Montmorency (Stammliste der Montmorency) verheiratet, mit der er folgende Kinder hatte:
- Henri (1594–1668), Graf von Lauragais, enterbt 1609
- Louis-Emmanuel (1596–1653), Herzog von Angoulême, ⚭ 1629 Henriette de La Guiche
- François (1598–1622), Graf von Alais, ⚭ 1622 Louise Henriette de La Châtre, Tochter von Louis de La Châtre (Haus La Châtre)

In zweiter Ehe vermählte er sich 1644 mit Françoise de Nargonne (1622–1713). Er hinterließ des Weiteren zwei außerehelich geborene Töchter mit Isabelle de Crecy.

## Werke
- Mémoires du duc d’Angoulême, beruhen nur teilweise auf seinen eigenen Mitteilungen.
- Harangues, 1620